# سیارک ۳۱۰۶۱
سیارک ۳۱۰۶۱ (به انگلیسی: 31061 Tamao، نامگذاری:1996TK7) سی و یک هزار و شصت و یکمین سیارک کشف شده‌است که در ۱۰ اکتبر ۱۹۹۶ کشف شد.